# Зубковський Владислав Олександрович
Зубковський Владислав Олександрович 
(нар. 13 жовтня 2005, Канів, Черкаська область, Україна) — український громадський діяч, доброволець, боєць місцевої тероборони (ДФТГ), активіст молодіжної ради. Позивний — Бабай.

## Біографія
Народився 13 жовтня 2005 року в місті Канів Черкаської області. Згодом переїхав до міста Переяслав, де здобув середню освіту в школі №2.
У 2023 році вступив до Переяславського ЦПТО, де продовжив навчання. Паралельно активно займається громадською діяльністю.

## Громадська та волонтерська діяльність
Зубковський Владислав — член Молодіжної ради при Переяславській міській раді, бере участь у реалізації ініціатив, спрямованих на розвиток молодіжної політики, підтримку ветеранів та військових. Регулярно долучається до зборів допомоги ЗСУ, зокрема для підрозділів ППО та ТрО.
У березні 2024 року нагороджений відзнакою «Волонтер України» від УГСП за активну громадську позицію та внесок у захист країни.

## Добровольча служба
З 13 листопада 2023 року Владислав є бійцем Переяславського добровольчого формування територіальної громади (ДФТГ) в складі мобільної вогневої групи «Геркулес», яка займається протиповітряною обороною. Неодноразово брав участь у збитті БПЛА на Переяславщині.
У березні 2024 року був відзначений подякою від командування ЗСУ під час урочистостей з нагоди Дня добровольця.

## Нагороди та відзнаки

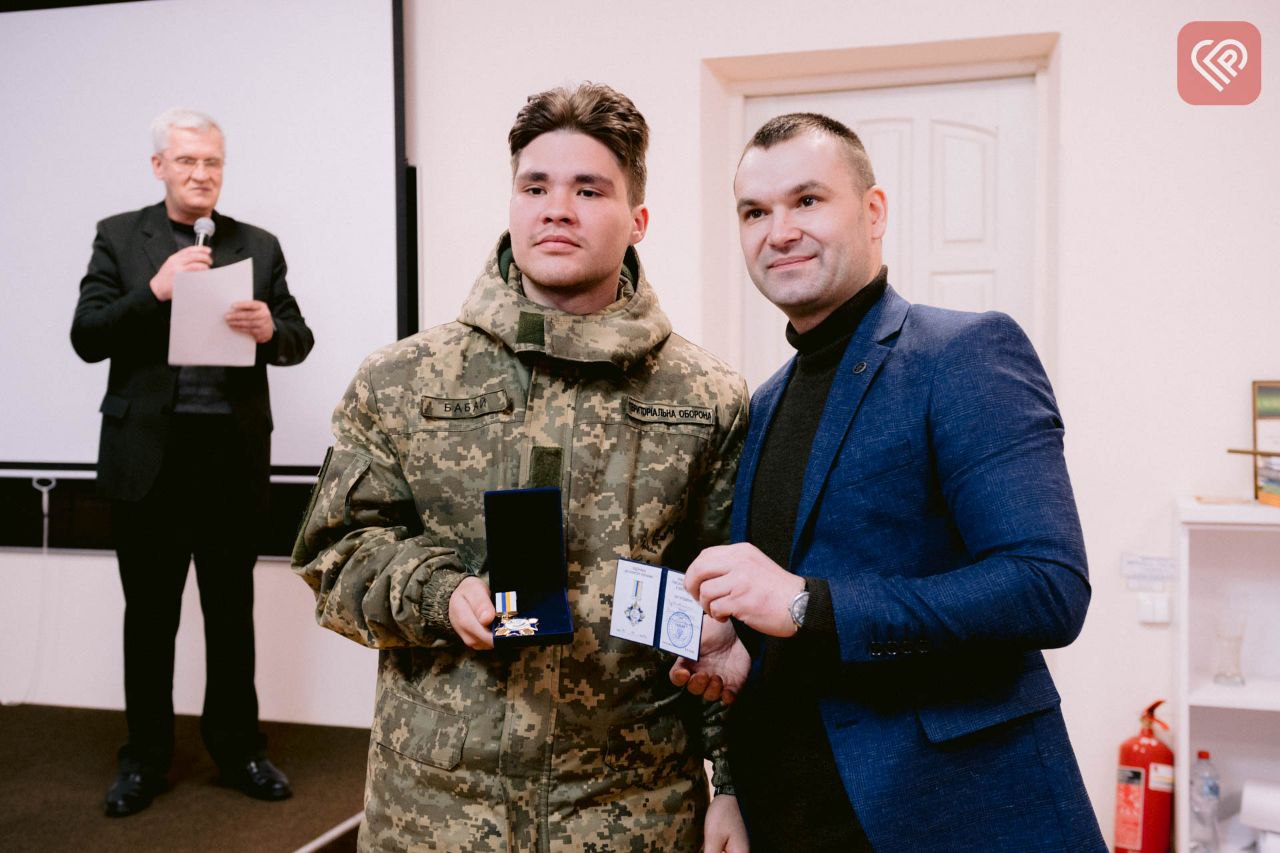
Відзнака «Волонтер України» від УГСП (2024)
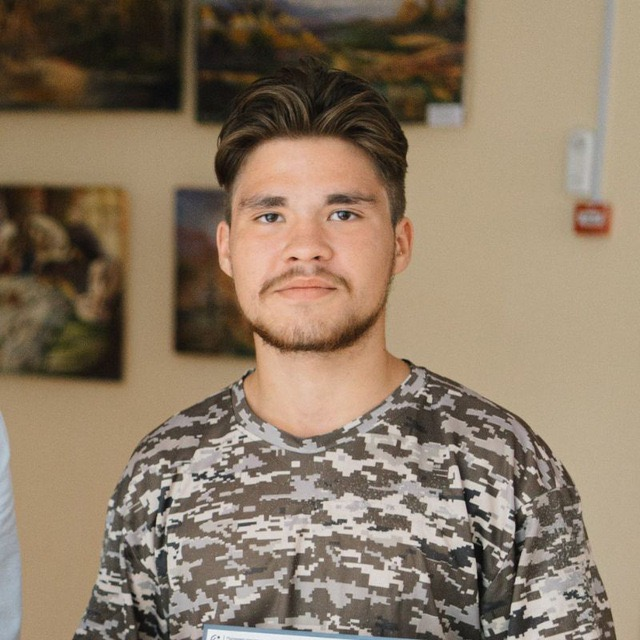
Портрет Владислава Зубковського
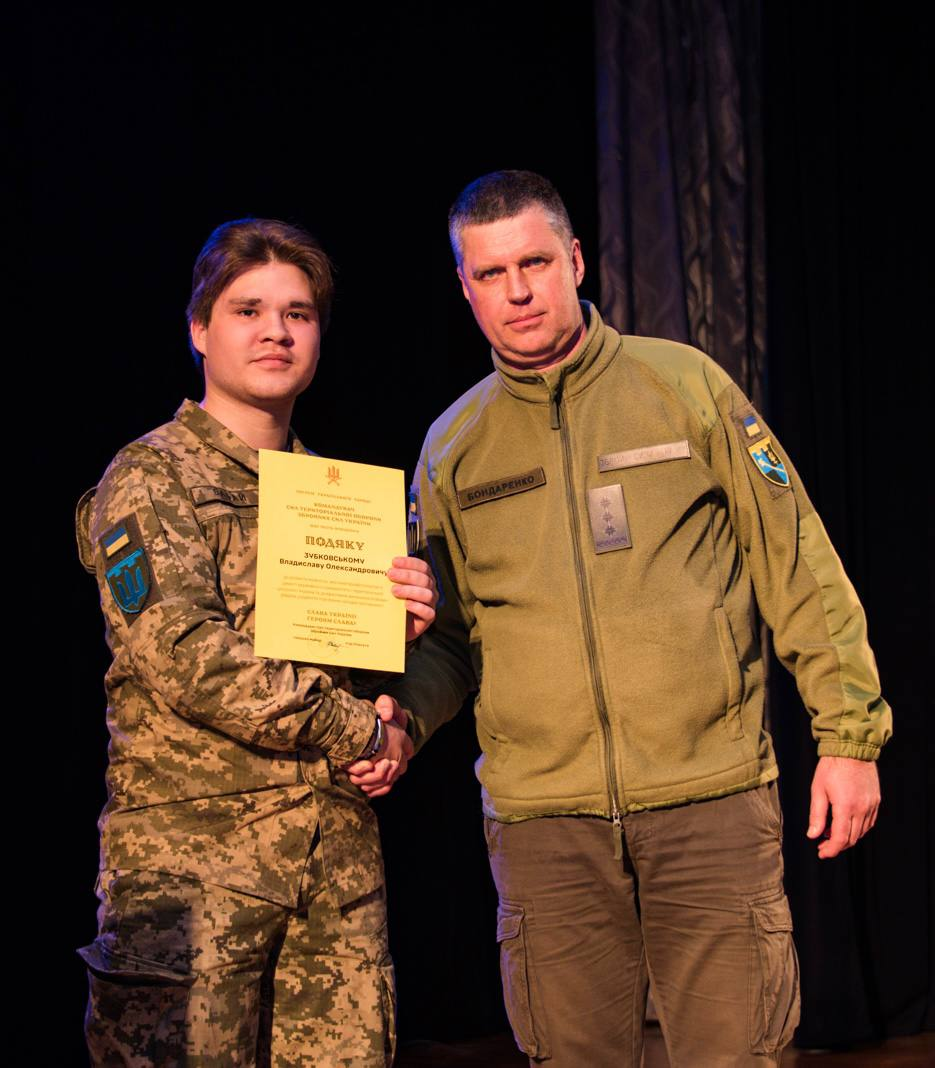
Подяка від Збройних Сил України (2024)[5]  - Вручення відзнаки «Волонтер України», 2024
  - Портрет Владислава Зубковського
  - Подяка від Збройних Сил України (2024)